# Vây bụng

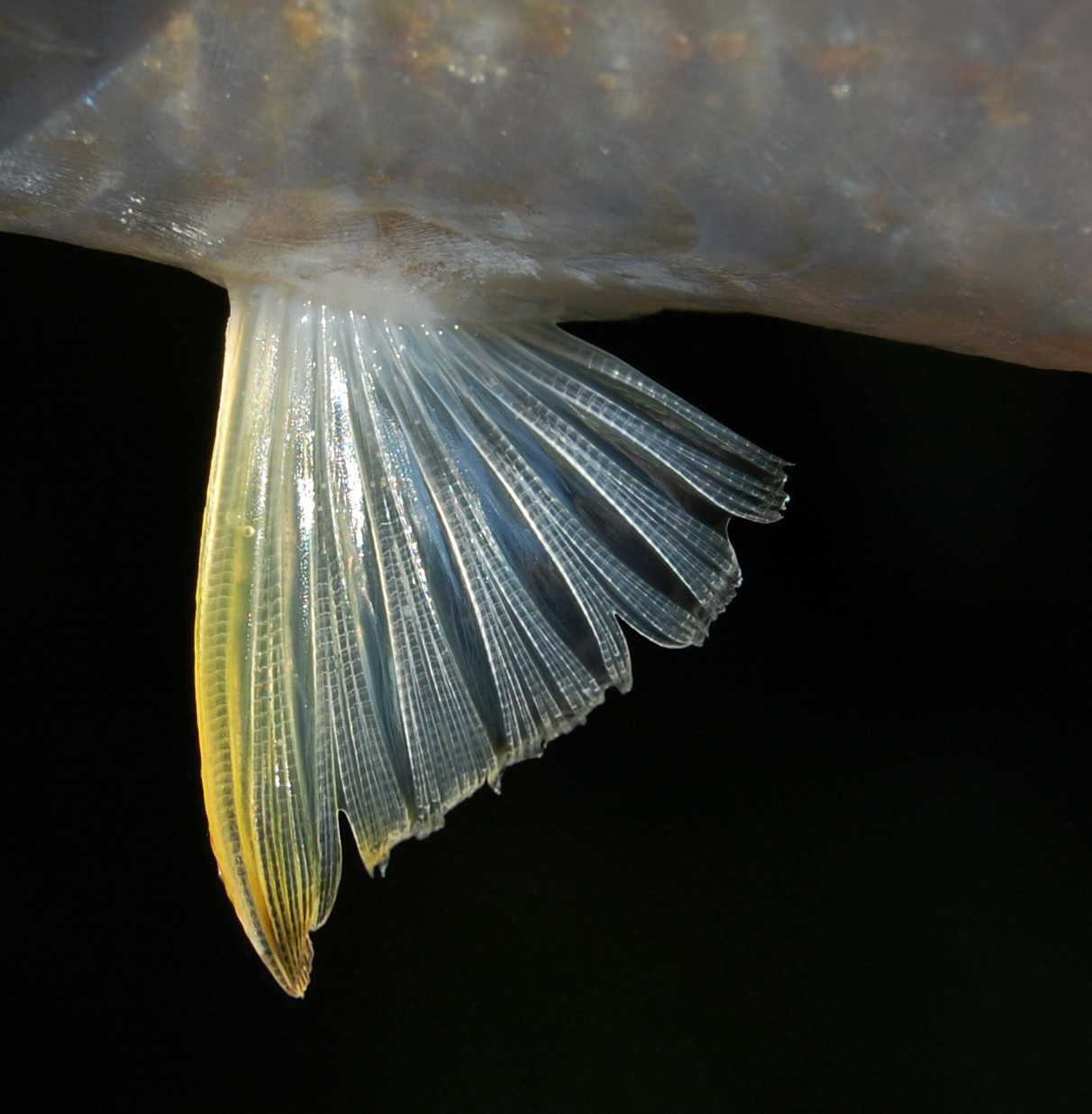
Vây bụng của loài Barbonymus gonionotus.

Vây bụng là cặp vây nằm trên bề mặt bụng của cá. Cặp vây bụng tương đồng với chi sau của động vật bốn chân.

## Cấu tạo và chức năng

### Cấu tạo
Đối với lớp Cá vây tia, vây bụng gồm hai đai xương có gốc cốt hóa sụn gắn với xương quay. Các tia vây hiện trên da (lepidotrichia) ở vị trí xa các xương quay. Có ba cặp cơ trên mỗi mặt lưng và bụng của đai bụng giúp giản và khép vây từ cơ thể.
Cấu tạo lưng bụng đặc biệt ở lớp Cá vây tia. Cá bống và Họ Cá Lumpsucker điều chỉnh vây bụng của chúng thành một đĩa mút cho phép chúng bám vào các chất nền hoặc leo lên các cấu trúc địa hình, chẳng hạn như thác nước. Ở họ Phallostethidae, con đực điều chỉnh cấu trúc vây lưng bụng vào trong cơ quan giao phối có gai để bám vào con cái trong quá trình giao phối.

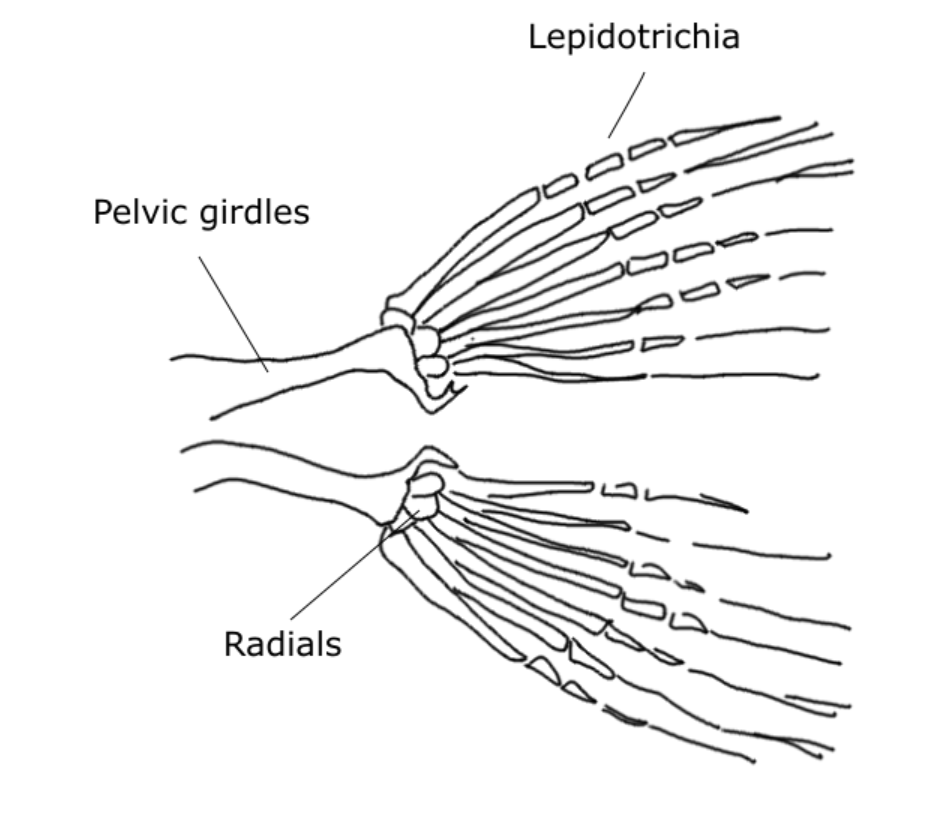
Bộ xương vây bụng của Danio rerio.
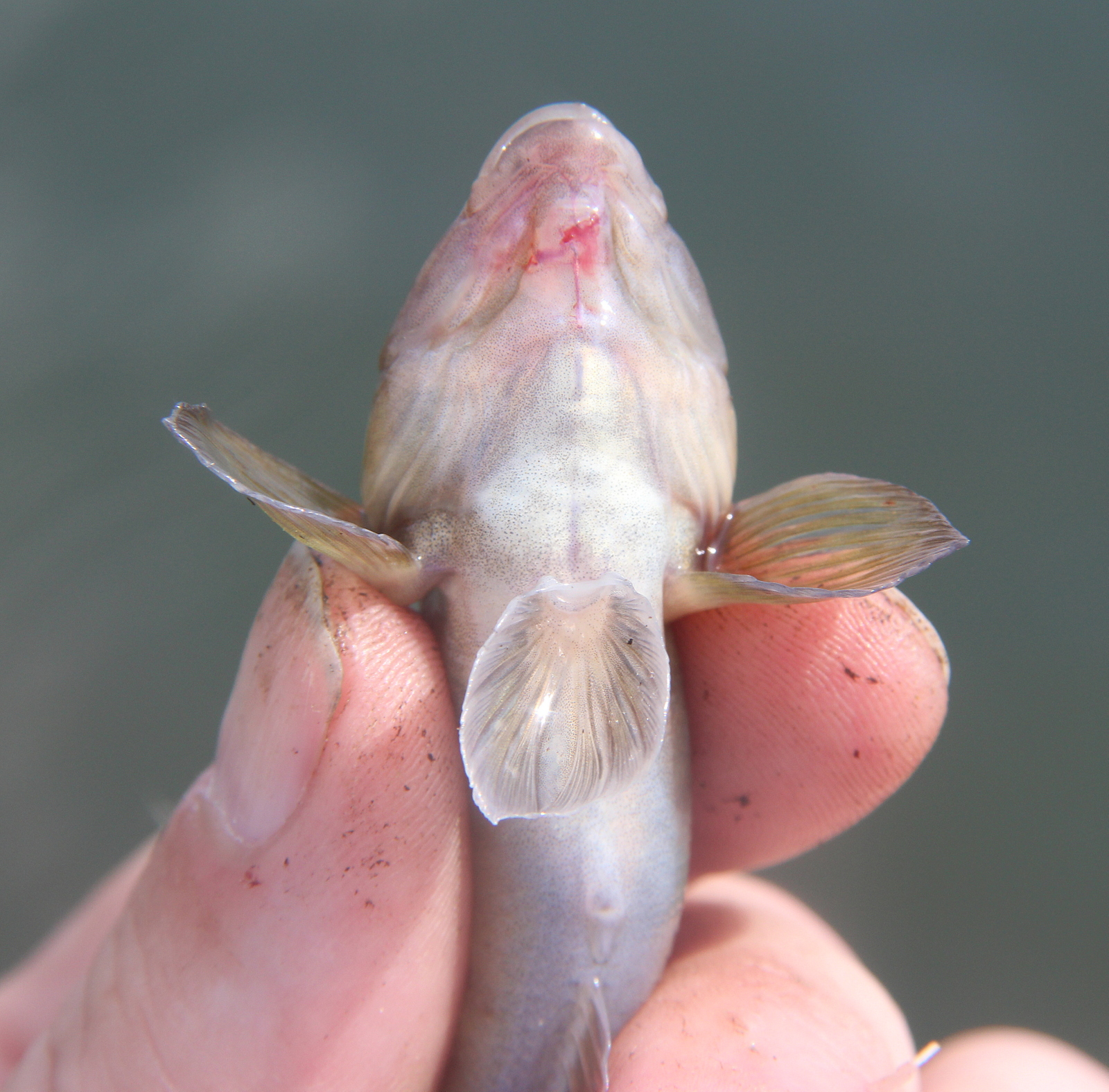
Cá bống điểu chỉnh vây bụng thành một đĩa dính
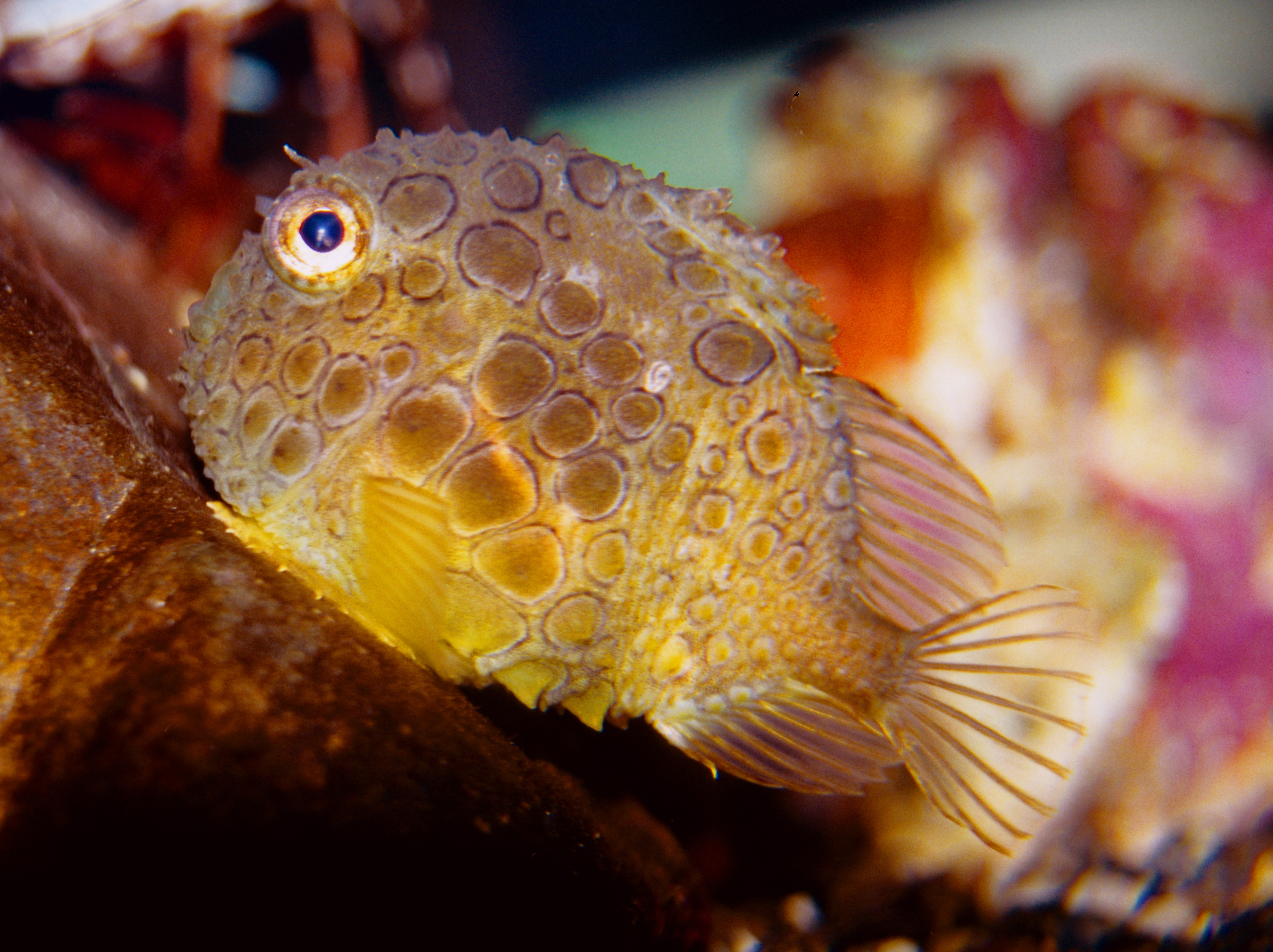
Họ Cá Lumpsucker sử dụng vây bụng có thể điều chỉnh được basm vào chất nền.

### Chức năng
Ở trại thái bơi ổn định của lớp Cá vây tia, vây bụng được chủ động kiểm soát và được sử dụng để cung cấp năng lượng cho lực khắc phục. Trong các chuyển động của toàn cơ thể, các chuyển động cẩn thận theo thời gian của vây bụng cho phép vây bụng tạo ra các lực làm giảm lực phát sinh từ toàn bộ cơ thể, giúp cá được ổn định. Về vấn đề di chuyển, dữ liệu điện cơ đồ cho thấy cơ vây bụng được kích hoạt sau khi bắt đầu có sự vận động, chỉ ra rằng vây được sử dụng để ổn định cơ thể nhiều hơn thay vì tạo động lực di chuyển..
Ở cá đuối, vây bụng được dùng để "đẩy," các vây bụng sẽ đẩy chất nền có thể đồng bộ hoặc không để đưa con vật tiến về phía trước.

## Phát triển
Không giống phát triển chi ở động vật bốn chân, trong đó các chồi chi trước và chi sau xuất hiện cùng lúc, chồi vây bụng xuất hiện muộn hơn nhiều so với vây ức . Trong khi chồi vây ức xuất hiện rõ ràng sau 36 giờ thụ tinh (hpf) đối với loài Cá ngựa vằn, chồi vây bụng chỉ xuất hiện rõ ràng vào khoảng 21 ngày sau thụ tinh (dpf), khoảng khi con vật dài 8 mm.

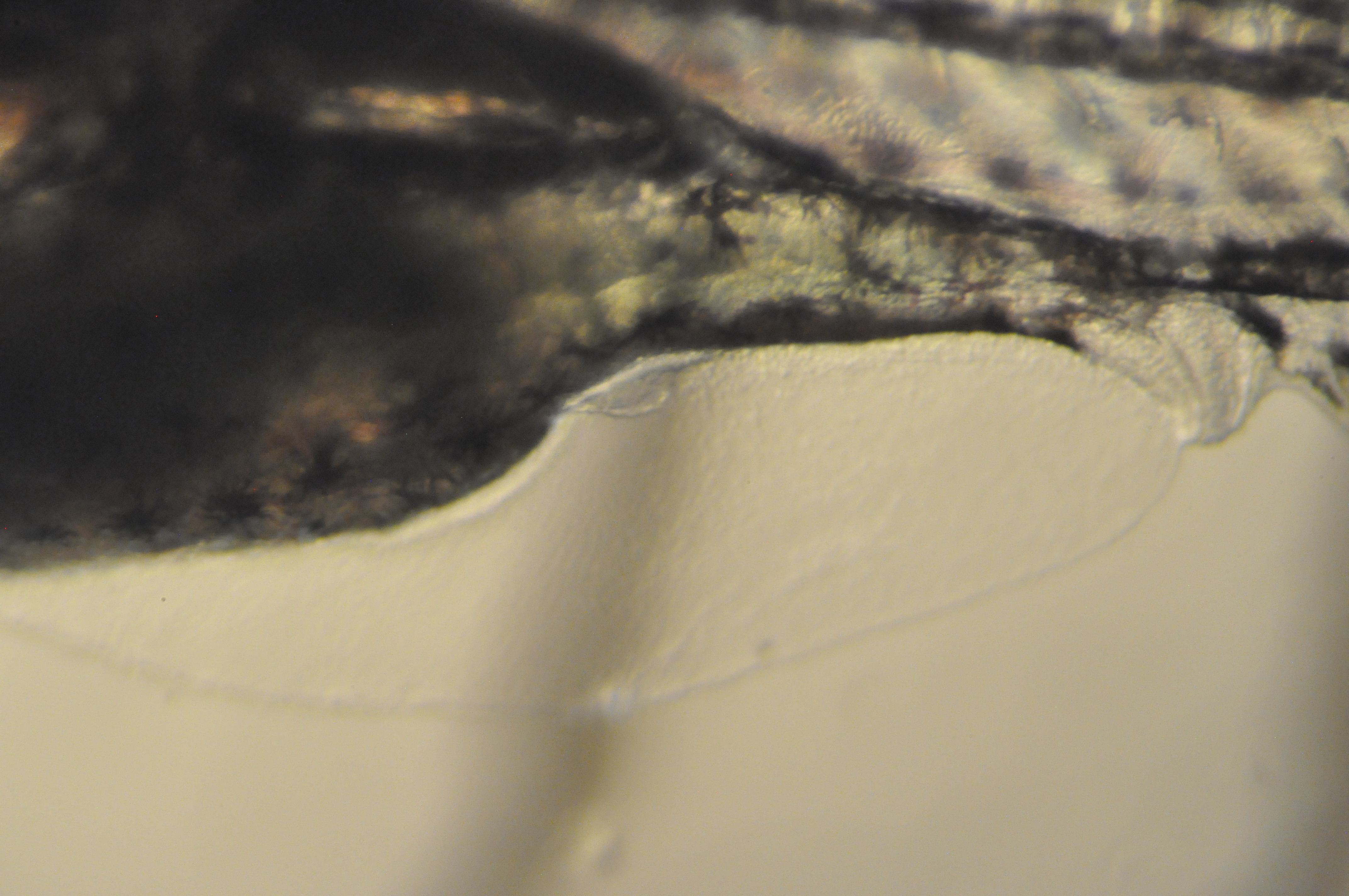
Chồi vây bụng chỉ xuất hiện rõ ràng vào khoảng 21 ngày sau thụ tinh ở cá ngựa vằn